# Mayhem (musikalbum)
Mayhem är ett studioalbum av den irländska sångaren Imelda May. Det gavs ut den 3 september 2010 och innehåller 14 låtar.

## Låtlista
| Nr  | Titel                | Längd  |
| --- | -------------------- | ------ |
| 1.  | "Pulling the Rug"    | 3:53   |
| 2.  | "Psycho"             | 2:52   |
| 3.  | "Mayhem"             | 2:46   |
| 4.  | "Kentish Town Waltz" | 4:50   |
| 5.  | "All for You"        | 2:50   |
| 6.  | "Eternity"           | 3:16   |
| 7.  | "Inside Out"         | 3:27   |
| 8.  | "Proud and Humble"   | 4:00   |
| 9.  | "Sneaky Freak"       | 3:04   |
| 10. | "Bury My Troubles"   | 3:06   |
| 11. | "Too Sad to Cry"     | 4:29   |
| 12. | "I'm Alive"          | "3:51" |
| 13. | "Let Me Out"         | 3:22   |
| 14. | "Tainted Love"       | 2:45   |

Alla låtar skrivna av Imelda May utom "Eternity" (spår 6; skriven av Darrel Higham) och "Tainted Love" (spår 14, skriven av Ed Cobb, Gloria Jones-cover)

## Medverkande

### The Imelda May Band
- Imelda May – sång, bodhrán
- Darrel Higham – gitarr
- Al Gare – basgitarr, kontrabas
- Steve Rushton – trummor, percussion
- Dave Priseman – trumpet, flygelhorn, percussion

### Bidragande musiker
- John Quinn – fiol (på "Kentish Town Waltz")
- Stewart Johnson – steel guitar (på "I'm Alive")
- Olly Wilby – klarinett (på "Inside Out")
- Andy Wood – trombon (på "Inside Out")
- Dean Beresford – trummor (på "Johnny Got a Boom Boom")

### Produktion
- Imelda May – producent, mix
- Andy Wright – producent, mix
- Andy Bradfield – producent, mix
- Gavin Goldberg – producent, mix
- Graham Dominy – ljudtekniker
- Darrel Highham – mix
- Guy Davie – mastering

## Listplaceringar
| Lista               | Topplacering |
| ------------------- | ------------ |
| Australien          | 46           |
| Belgien (Vallonien) | 72           |
| Nya Zeeland         | 30           |
| Spanien             | 57           |